# آکسانا
ژیویل رودونین یک مدل تناسب اندام، بدنساز و کشتی‌گیر حرفه‌ای لیتوانیایی است. او با دبلیو دبلیو ای تحت نام آکسانا قرارداد امضا کرد.
رودونین کارش را بعنوان بدنساز در ۱۶ سالگی آغاز کرد. در ۱۷ سالگی او جوانترین شرکت کننده مسابقات کلاسیک آرنولد بود. در آن دوران توانست سه قهرمانی بدنسازی آماتور را کسب کند. (۲ نقره و ۱ برنز)
در اکتبر ۲۰۰۹، با دبلیو دبلیو ای قرارداد بست و وارد اف سی دبلیو شد. آنجا توانست ملکه اف سی دبلیو و قهرمان دیواز شود. او اولین دیوای تاریخ شد که همزمان این دو عنوان را داشت. در سپتامبر ۲۰۱۰، در فصل سوم ان اکس تی شرکت کرد ولی برنده نشد. او در آکوست ۲۰۱۱ وارد بخش اصلی کمپانی شد و در اسمکدان شروع به کار کرد.

## مسیر شغلی اولیه
رودونین به عنوان بدنساز، مدل تناسب اندام و مربی شخصی با موفقیت کار کرده. او توانسته مسابقه کلاسیک آرنولد ۲۰۰۹ را ببرد و در مسابقات بدنسازی زیادی شرکت کرده است. او از سال ۱۹۹۶ در وطنش لیتوانی تمرین می‌کرد تا اینکه برای اولین بار وارد مسابقه بدنسازی شد. در ۱۷ سالگی جوانترین شرکت کننده قهرمانی تناسب اندام اروپا در ۱۹۹۹ بود.

## دبلیو دبلیو ای

### منطقه رو به رشد (۲۰۰۹–۲۰۱۳)
در ۵ اکتبر ۲۰۰۹ گزارش شد که دبلیو دبلیو ای با رودونین قراردادی گسترده بسته و او در اف سی دبلیو در حال آموزش است. او با نام «الگا» در اف سی دبلیو کارش را شروع کرد. ماه بعد نامش به «آکسانا» تغییر کرد و مدیریت الی کوتونوود را به عهده گرفت. هم چنین درگیر داستانی شد و توسط سوییت پاپی سانچز دزدیده شد. تا دو هفته بعد فقط ویدیوهای او به کوتونوود نشان داده می‌شد تا اینکه برگشت.
در ۱۵ ژانویه ۲۰۱۰ با ای جی، ساوانا و ایو تورس هم تیمی شد و سرینا، نائومی، لیویانا و کورتنی تیلور را شکست داد. سپس در برنامه «آبراهام واشنگتن» ظاهر شد و به عنوان طرافدار او صحبت می‌کرد. در این بین در مسابقات تیمی کشتی هم می‌گرفت. در ۱۵ آوریل ۲۰۱۰، آکسانا با هونیکو و تایتو نیوس توانست برادران اوسو و تامینا را شکست دهد. وقتی اعلام شد قرار است کمربند قهرمانی دیواز ایجاد شود، آکسانا در مسابقاتی شرکت کرد تا قهرمان اول انتخاب شود اما در اولین مرحله توسط سرینا حذف شد. او مدت کمی مدیریت جانی کرتیس از آوریل تا می به عهده داشت. در ژوئیه در مسابقات بیکینی متعددی شرکت کرد تا اینکه در یکی از این مسابقات برنده شد. همان ماه، مجری برنامه «شوی آکسانا» شد که ادامه «شوی آبراهام واشنگتن» بود. در این برنامه مهمانانی از جمله میسون رایان، جانی کرتیس، دریک بیتمن، مکسین، رزا مندز و نائومی داشت.
در ۳ فوریه ۲۰۱۱، آکسانا توانست رزا مندز را شکست دهد و ملکه جدید اف سی دبلیو شود. سپس به گروه منفور جدیدی پیوست که توسط جنرال منیجر اف سی دبلیو، مکسین تشکیل شده بود. در این گروه قهرمان سنگین وزن اف سی دبلیو لوکی کنون، قهرمان دیواز ای جی و دمین ساندو هم بودند. در ۷ آوریل آکسانا با شکست ای جی برای اولین بار با دخالت مکسین قهرمان دیواز شد. این پیروزی او را نبدیل به اولین دیوایی کرد که همزمان قهرمان دیواز و ملکه بود. در ۵ ژوئن نائومی او را برای قهرمانی دیواز به مبارزه کشاند ولی مکسین به نائومی حمله کرد و آکسانا باخت. سپس ای جی به کمک نائومی آمد.

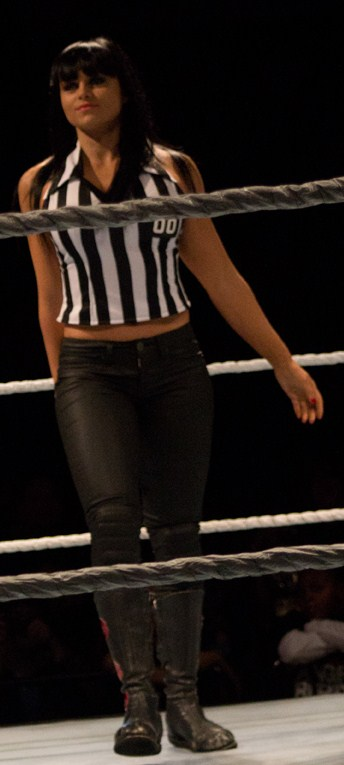
آکسانا به عنوان داور ویژه در ژانویه ۲۰۱۲

در ۹ آگوست ۲۰۱۱، آکسانا، آودری ماری را شکست داد. در ۱ سپتامبر قهرمانی دیوازش را به آودری ماری باخت. در ۱۳ نوامبر با کیلی ترنر تیم تشکیل داد و کامرون لاین و آودری ماری شکست داد. در ۱۷ نوامبر، تاج ملکه خود را به راکوئل دیاز باخت. در ۱ ژانویه ۲۰۱۲، آکسانا در مسابقه‌ای سه‌گانه در برابر ای جی و آودری ماری باخت. در ۸ ژانویه توانست کامرون لاین را شکست دهد. در ۲۹ ژانویه در پشت صحنه با لئو کروگر ظاهر شد. بعداً هم کرو
ر را ر مسابقه اش با بو روتوندو همراهی کرد.

### ان اکس تی (۲۰۱۰)
در ۳۱ آگوست ۲۰۱۰، اعلام شد که رودونین در فصل سوم ان اکس تی با نام آکسانا و با مربیگری گلداست شرکت خواهد کرد. در ۷ سپتامب با گلداست تیم تشکیل داد و مقابل ای جی و پریمو باخت. هفته بعد، به جیمی کیز باخت. در ۲۱ سپتامبر، داستانی را شروع کرد که با ویزایش مشکل داشت و در شرف اخراج از آمریکا بود. در ۵ اکتبر، برای اولین بار مسابقه سواری بوفالوی مکانیکی را برد و بعد هم مکسین را در مسابقه‌ای شکست داد. هفته بعد گلداست از آکسانا خواستگاری کرد. با این ازدواج او می‌توانست در آمریکا بماند پس پذیرفت.
در «برگینگ رایتز» آکسانا، گلداست را در مسابقه با دیبیاسی همراهی کرد. گلداست شکست خورد و ماریس به آکسانا حمله کرد و کمربند میلیون دلاری را پس گرفت. اما آکسانا توانست حواس دیبیاسی را پرت کند و گلداست حرکت پایانی خود را روی او اجرا کرد. در ۲۶ اکتبر، آنها در برابر ماریس و دیبیاسی قرار گرفتند و بردند. در ۲ نوامبر، عروسی آکسانا و گلداست برگزار شد. وقتی گلداست می‌خواست او را ببوسد، آکسانا به او سیلی زد و آنجا را ترک کرد و شخصیتی منفور شد.
دوشنبه بعد آکسانا کمربند میلیون دلاری را از گلداست دزدید. (گلداست این کمربند را از دیبیاسی دزدیده بود) شب بعد گلداست از او دربارهٔ اتفاقات عروسیشان توضیح خواست. آکسانا فاش کرد که هیچ‌گاه او را دوست نداشته و فقط برای ماندن در آمریکا با او ازدواج کرد. در نتیجه گلداست او را در مسابقه‌ای با نائومی قرار داد که آکسانا باخت. هفته بعد گلداست با کمک کلی کلی و داستی رودز کمربند میلیون دلاری را از آکسانا پس گرفت و به دیبیاسی برگرداند. در ۱۶ نوامبر، ای جی او را شکست داد و از رقابت‌های فصل ان اکس تی حذف شد. در ۳۰ نوامبر به فینال برگشت و با آلیشا فاکس و مکسین به‌ای جی و دوقلوهای بلا باختند.

### داستان‌های مختلف (۲۰۱۱–۲۰۱۳)

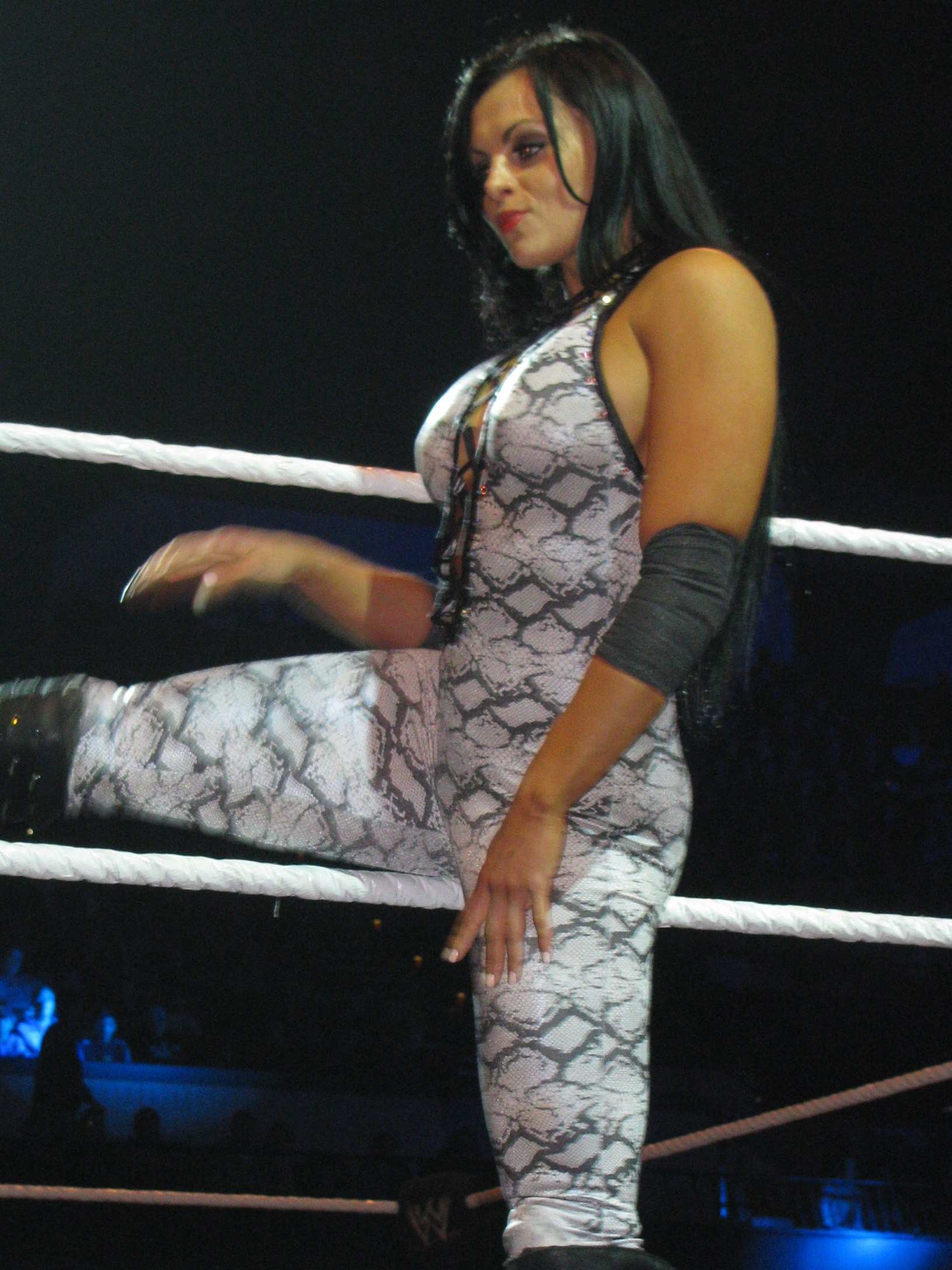
آکسانا در ژوئیه ۲۰۱۳.

در ۵ آگوست، آکسانا در اسمکدان به عنوان شخصیتی محبوب شروع به کار کرد و در پشت صحنه خودش را به جنرال منیجر، تئودور لانگ معرفی کرد.
در ۲۸ اکتبر، در سول یک ماه برای اولین بار در کنار تئودور لانگ ظاهر شد و گفتگوی او با هورن سواگل را قطع کرد. در ۳۱ اکتبر، در اولین مسابقه اش در بتل رویال هاووین شرکت کرد تا فرصتی برای قهرمانی دیواز بدست آورد. اما توسط دوقلوهای بلا حذف شد. در ۲۷ ژانویه ۲۰۱۲، توانست ناتالیا را شکست دهد. بعد از مسابقه ناتالیا به او حمله کرد اما تامینا نجاتش داد.
بعد از اینکه لانگ شغلش را از دست داد، آکسانا به عنوان شخصیتی منفور داستانی با آنتونیو سزارو شروع کرد. در ۲۹ ژوئن لانگ اعلام کرد هفته بعد جنرال منیجر اسمکدان و راء خواهد شد. سپس آکسانا و سزارو را مقابل گریت کالی و قهرمان دیواز، لیلا قرار داد که آکسانا و سزارو باختند.
در ۱۲ اکتبر، لیلا و کیتلین فاش کردند که آکسانا یک کلاه گیس بلوند در کیف ایو تورس پیدا کرده است و این نشانه دخالت ایو در حمله به کیتلین بوده است. در ۲۶ اکتبر، فاش شد در واقع آکسانا به کیتلین حمله کرده بوده و دستور این کار را از ایو گرفته بوده. همان شب آکسانا با ایو در برابر لیلا و کیتلین برنده شدند. بعداً آکسانا دوباره سعی کرد با کلاه گیس بلوند به کیتلین حمله کند اما کیتلین به او زد و کلاه را از سرش برداشت. در ۱۶ دسامبر در بتل رویال «مددکار کوچولوی بابانوئل» شرکت کرد ولی برنده نشد.

### آکسانا (۲۰۱۳–۲۰۱۴)

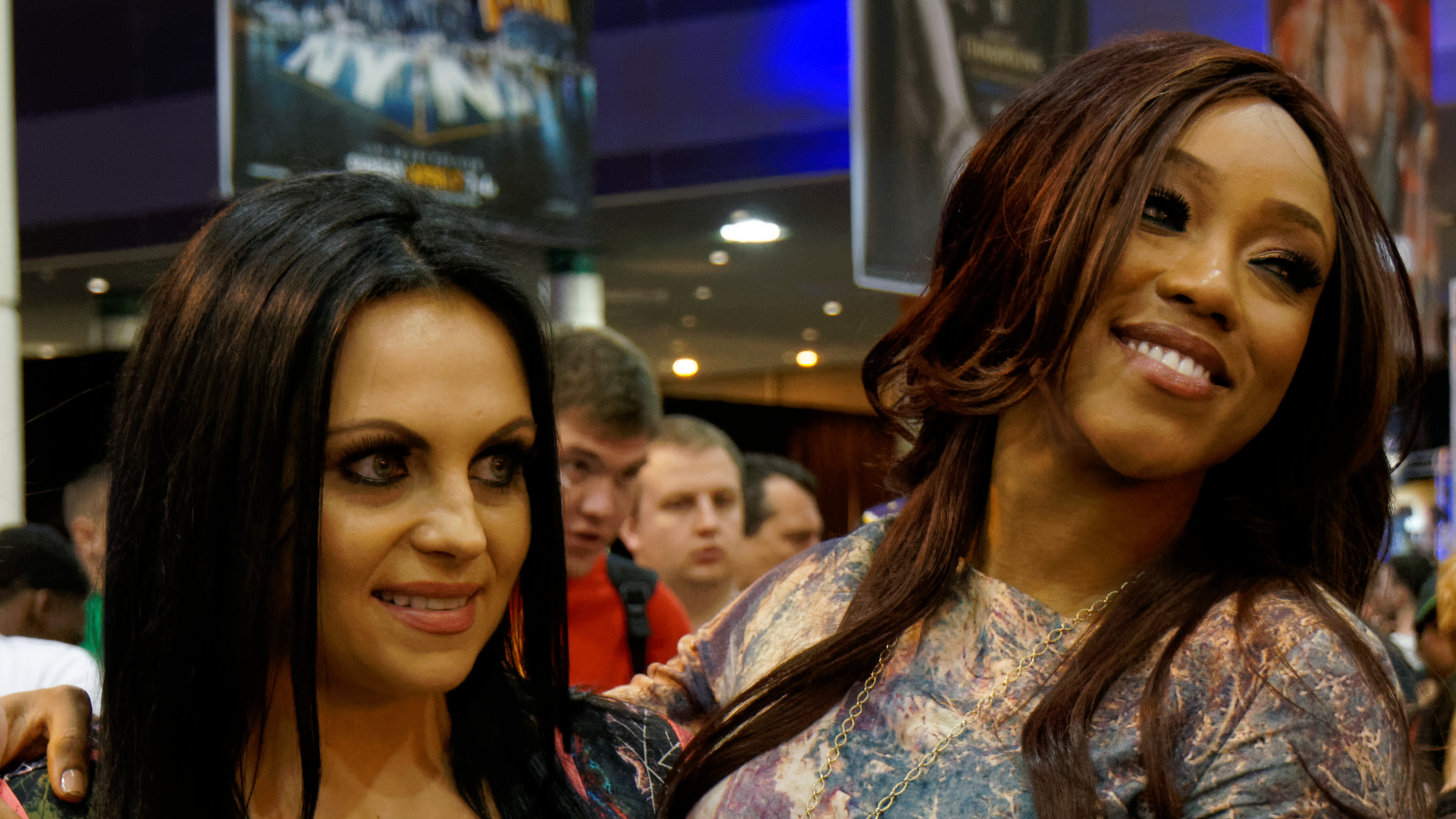
فاکسانا در آوریل ۲۰۱۴

در ۶ سپتامبر، آکسانا با قهرمان دیواز ای جی، آلیشا فاکس و لیلا به بازیگران توتال دیواز حمله کرد. در ۲۴ نوامبر، در «سروایور سیریز» در مسابقه ۷ در برابر ۷ حذفی در برابر بازیگران توتا دیواز قرار گرفت. او بری بلا را حذف کرد و توسط نیکی بلا حذف شد.
آکسانا در دو موقعیت از دوقلوهای بلا برد: در مسابقه تیمی ۱۰ نفره در ۳۰ دسامبر که رزا مندز حواس نیکی بلا را پرت کرد. در مسابقه‌ای تیمی در ۶ ژانویه هم بری بلا را شکست داد. آکسانا و آلیشا فاکس در ۲۲ ژانویه گروه «فاکسانا» را تشکیل دادند و به دوقلوهای بلا باختند. در ۲۶ فوریه، فاکسانا توانست اوا ماری و ناتالیا را شکست دهد چون بین اوا و ناتالیا اختلاف ایجاد شده بود. آکسانا در «مسابقه دعوتی ویکی گروو» در رسلمینیای ۳۰ برای قهرمانی دیواز ناموفق بود و برنده این مسابقه ای جی بود. در ۱۸ آوریل در اسمکدان آکسانا در برابر پیج شکست خورد. در ۲ ژوئن فاکسانا مقابل نیکی بلا قرار گرفت و برد. بعد از مسابقه، آنها به حمایت از استفانی مک من، به نیکی حمله کردند. در ۹ ژوئن فاکس بعد از باخت به پیج عصبانیتش را روی آکسانا خالی کرد.
در ۱۲ ژوئن 2014 wwe اعلام کرد که آکسانا به همراه ۱۰ استار دیگر اخراج شده است. آخرین مسابقه او در ۱۳ ژوئن در اسمکدان بود که به فاکس باخت. به این ترتیب فاکسانا رسماً منحل شد و او چهره ای محبوب شد.

## سایر کارهای رسانه‌ای
آکسانا در ۲۳ سپتامبر در سایت دبلیو دبلیو ای فاش کرد که به بخش اصلی بازی WWE 2K14 اضافه شده است.

## زندگی شخصی
رودونین در لیتوانی در خانواده‌ای کوچک بزرگ شد. کمی قبل از رفتن به فلوریدا در نیویورک زندگی می‌کرد.

## در کشتی
- فینیشر
  - فاینال بوت (ضریه نهایی)
- مدیران او
  - مکسین
  - گلداست
  - آلیشا فاکس
- کشتی گیران تحت مدیریت او
  - جانی کرتیس
  - گلداست
  - لئو کروگر
  - تئودور لانگ
  - آلیشا فاکس
  - آنتونیو سزارو
- نام‌های مستعار
  - کودک یک میلیارد دلاری
  - جادوگر لیتوانیایی
  - فریبنده شرجی
  - لیتوانیایی چرمی پوش
  - رقیب لاس زن

## قهرمانی‌ها و افتخارات

### اف سی دبلیو
- قهرمان دیواز (۱بار)
- ملکه اف سی دبلیو (۱بار)

### کمیته بدنی بین‌المللی
- قهرمان بدنسازی آماتور جهان (۲ نقره و یک برنز)
- برنده مسابقه کلاسیک آرنولد

### خبرنامه دیده بانی کشتی
- بدترین فعالیت در مسابقه سال (۲۰۱۳: به همراه‌ای جی، فاکس، کیتلین، مندز، سامر رائی و تامینا در برابر کامرون، نائومی، اوا ماری، جوجو، دوقلوهای بلا و ناتالیا در ۲۴ نوامبر)